# Yurisandy Hernández
Yurisandy Hernández Ríos (ur. 15 lutego 1990) – kubański zapaśnik walczący w stylu klasycznym. Olimpijczyk z Rio de Janeiro 2016, gdzie zajął siedemnaste miejsce w kategorii 75 kg.
Zajął 33. miejsce na mistrzostwach świata w 2017. Złoty medalista mistrzostw panamerykańskich w 2017 roku.